# Therobia melampodis
Therobia melampodis là một loài ruồi trong họ Tachinidae.